# Jaborandi, São Paulo
Jaborandi là một đô thị ở bang São Paulo của Brasil. Dân số năm 2000 ước tính là 6.424 người. 

## Thông tin nhân khẩu
Dữ liệu dân số theo điều tra dân số năm 2000
Tổng dân số: 6.424
- Dân số thành thị: 5.857
- Dân số nông thôn: 567
  - Nam giới: 3.303
  - Nữ giới: 3.121

Mật độ dân số (người/km²): 23,43
Tỷ lệ tử vong trẻ sơ sinh dưới 1 tuổi (trên một triệu người): 17,86
Tuổi thọ bình quân (tuổi): 70,19
Tỷ lệ sinh (số trẻ trên mỗi bà mẹ): 2,48
Tỷ lệ biết đọc biết viết: 89,64%
Chỉ số phát triển con người (HDI-M): 0,760
- Chỉ số phát triển con người - Thu nhập: 0,668
- Chỉ số phát triển con người - Tuổi thọ: 0,753
- Chỉ số phát triển con người - Giáo dục: 0,860

(Nguồn: IPEADATA)

### Sông ngòi
- Rio Pardo
- Ribeirão das Palmeiras
- Ribeirão Turvo

### Các xa lộ
- SP-326
- SP-373